# HD 6434 b
HD 6434 b هو كوكب خارج المجموعة الشمسية مؤكد  يقع على بعد 135 سنة ضوئية تقريباً في كوكبة العنقاء حول النجم HD 6434. أكتشف الكوكب باستخدام طريقة السرعة الشعاعية من قبل الفلكي السويسري ديدييه كيلوز وأعلن عن اكتشافه في 7 أغسطس 2000.